# Auchmis mongolica
Auchmis mongolica är en fjärilsart som beskrevs av Otto Staudinger 1896. Auchmis mongolica ingår i släktet Auchmis och familjen nattflyn. Inga underarter finns listade i Catalogue of Life.